# Parodia warasii
Parodia warasii es una especie perteneciente a la familia Cactaceae nativa de Brasil. 

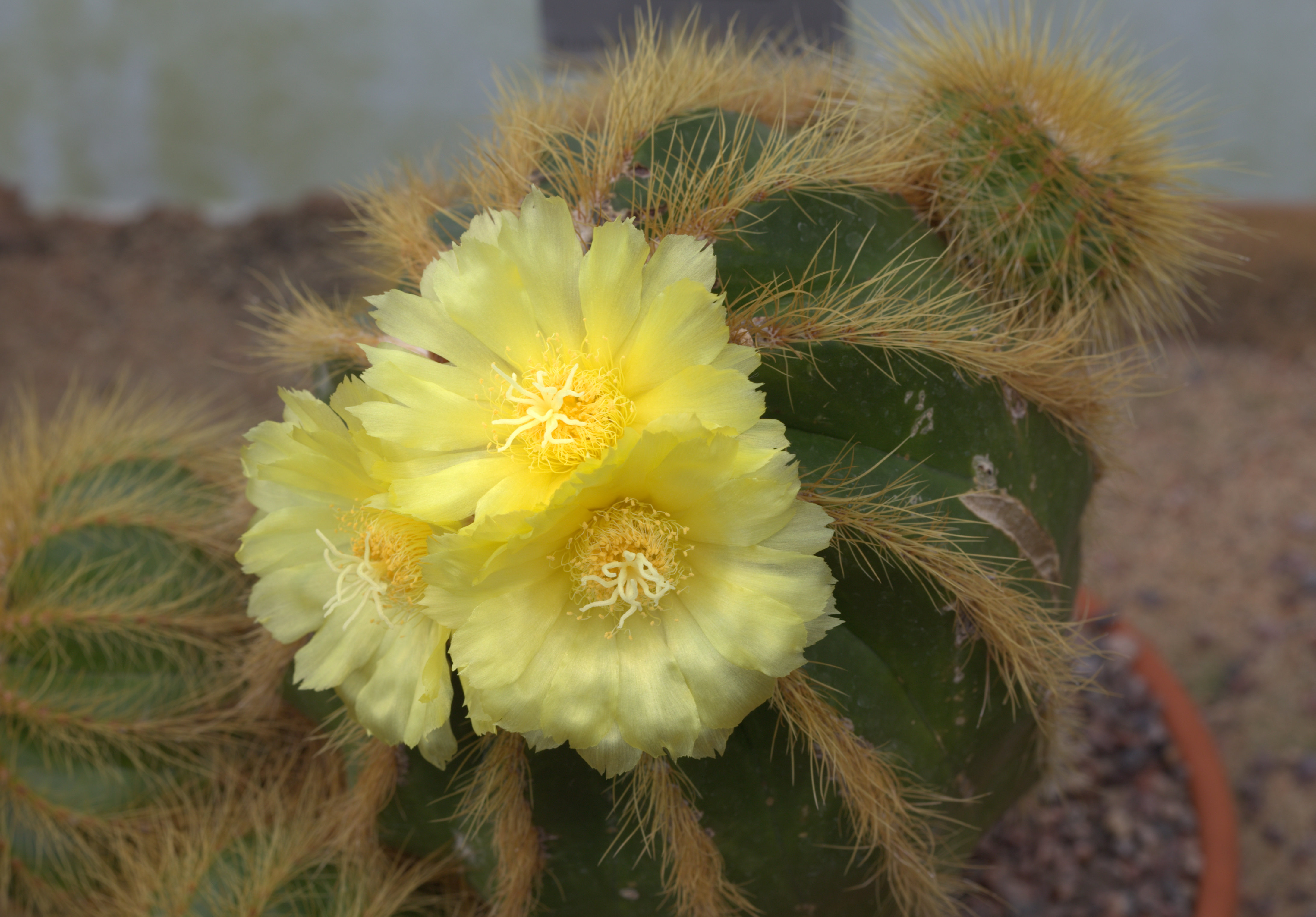
Detalle de las flores.

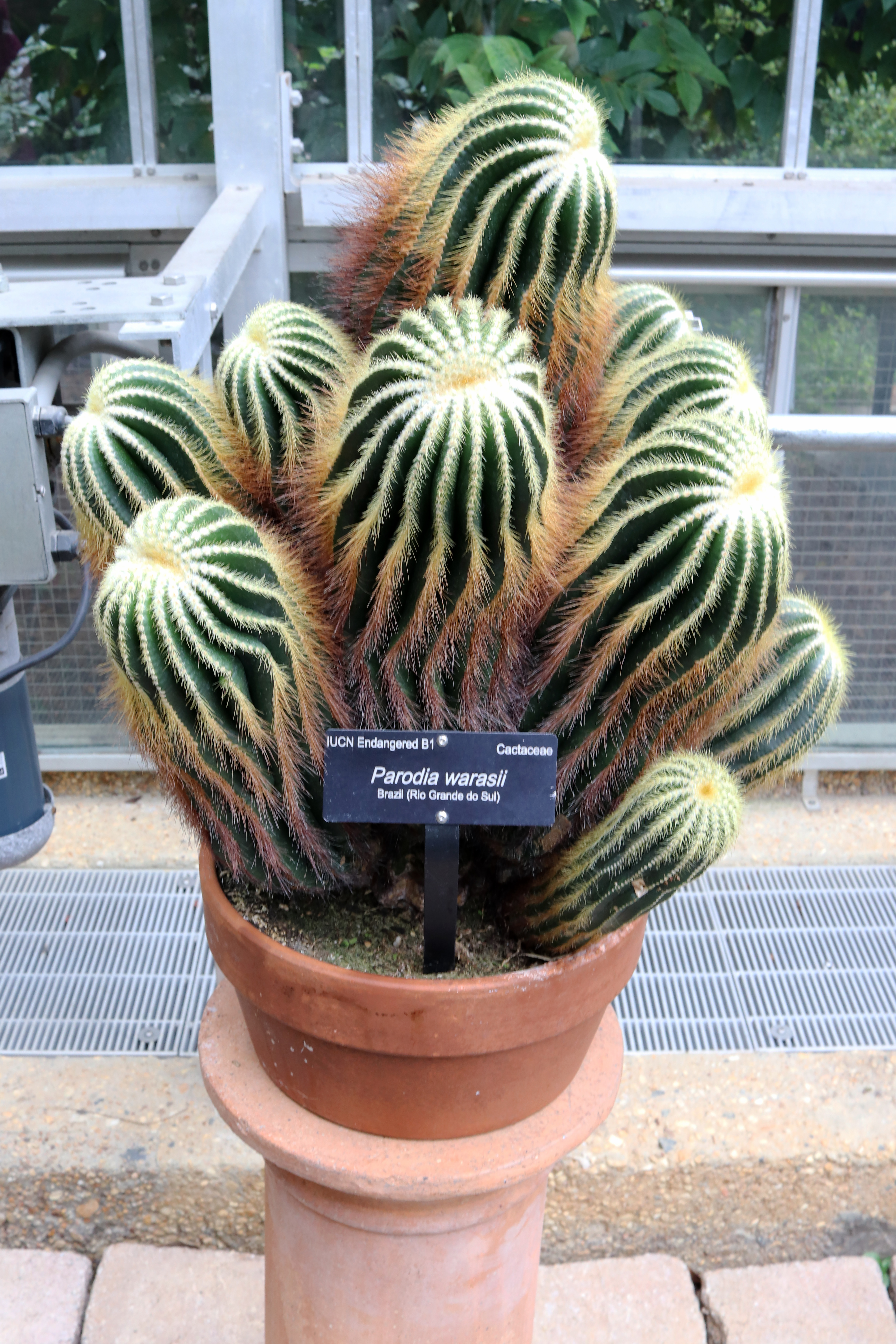
P. warasii creciendo en grupo.

## Descripción
P. warasii es un cactus de porte globular que suele alcanzar hasta 60 cm de altura y 30 cm de diámetro. Suele desarrollar un único cuerpo, aunque también puede emitir tallos basales formando una masa compacta. Tiene 15-16  costillas en sección transversal casi triangulares. Las areolas son de color blanco con 15 a 20 espinas  apenas distinguibles entre centrales y marginales, son aciculares, de color marrón a marrón amarillento o dorado, muy suaves y flexibles, de 1 a 4 cm de largo. Las flores, de 5 a 6 cm de diámetro, aparecen alrededor del ápice, son doradas o amarillo pálido. El tubo floral y el pericarpio están cubiertos de pequeñas cerdas y lanosidad blanca. Florece en verano. 
Los frutos miden 1,5 cm por 1 cm, se abren basalmente por una grieta transversal.

## Distribución y hábitat
Es endémica de Rio Grande do Sul en Brasil. En su área de distribución, unos 800 km², es muy abundante. Crece en elevaciones de 800 - 1000 m s. n. m. en bosques de Araucaria y caducifolios; entre rocas y grietas de muros.

## Taxonomía
Parodia warasii fue descrita por (F.Ritter) F.H.Brandt y publicado en Kakt. Orchid. Rundschau 7(4): 62. 1982.
Etimología
Parodia: nombre genérico que fue asignado en honor a Lorenzo Raimundo Parodi (1895–1966), botánico argentino.
warasii: epíteto otorgado en honor del recolector de plantas Eddie Waras de Sao Paulo.
Sinonimia
- Eriocactus warasii
- Notocactus warasii[5][6]